# 12752 Kvarnis
12752 Kvarnis este un asteroid din centura principală de asteroizi.

## Descriere
12752 Kvarnis este un asteroid din centura principală de asteroizi. A fost descoperit pe 19 martie 1993 la Observatorul La Silla în cadrul programului UESAC. Asteroidul prezintă o orbită caracterizată de o semiaxă mare de 2,43 ua, o excentricitate de 0,13 și o înclinație de 3,3° în raport cu ecliptica.